# Iona Jakir

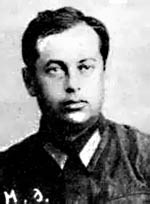
Jakir na zijn arrestatie

Iona Emmanoeilovitsj Jakir (Russisch: Иона Эммануилович Якир) (Chisinau, 3 augustus 1896 – Moskou, 11 juni 1937) was een Sovjet-legeraanvoerder en een belangrijk militair hervormer. Hij werd geëxecuteerd na een stalinistisch schijnproces in 1937.

## Leven
Jakir werd geboren in een welgestelde joodse familie in Bessarabië. Hij studeerde aan de Universiteit van Basel en tijdens de Eerste Wereldoorlog aan het Polytechnisch Instituut te Charkov, onderwijl ook werkend in een militaire fabriek. In 1917 sloot Jakir zich aan bij de bolsjewieken en in begin 1918 leidde hij het Bolsjewistische verzet in Bessarabië tegen een inval van de Roemenen. Later dat jaar vocht hij in Oekraïne tegen de Witten, de Kozakken van Peter Krasnov, de anarchisten van Nestor Machno en andere anti-Bolsjewistische groeperingen. Een uitzonderlijke prestatie leverde hij in de zomer van 1919 toen hij met zijn Rode troepen een omsingeling in Odessa vanuit hopeloze positie wist te doorbreken en een verbinding wist te maken met bolsjewistische troepen in het 400 kilometer verderop gelegen Zjytomyr. Hij werd lid van de Revolutionaire Militaire Raad en meermaals onderscheiden, onder meer met de Orde van de Rode Banier.
Na de Burgeroorlog klom Jakir snel op naar de militaire top van de Sovjet-Unie. Na de dood van Michail Froenze in 1925 werd hij bevelhebber van het Oekraïense Rode Leger, toen de grootste militaire eenheid van de Sovjet-Unie. Samen met Michail Toechatsjevski toonde hij zich een bekwaam militair hervormer en onderscheidde zich in de technische ontwikkeling van moderne tanks maar ook in het uitwerken van nieuwe tactische concepten; zo was hij medio jaren dertig de eerste in de wereld die op grote schaal oefende met afgestemde operaties van lucht- en landmacht waarbij op grote schaal tanks en paracommando's werden ingezet. Ook stond hij erom bekend zijn officieren aan te moedigen tot zelfstandig denken en zelf beslissingen durven nemen.
Onafhankelijk denkende bevelhebbers als Jakir werden in de Stalinistische Sovjet-Unie uiteindelijk niet geduld. In 1937 werd hij gearresteerd op verdenking van deelname aan een Trotskistische anti-Sovjet organisatie en spionage voor Duitsland (eind jaren twintig studeerde hij een periode aan de militaire academie te Berlijn). Samen met andere topofficieren werd hij op 11 juni 1937 tijdens een schijnproces ter dood veroordeeld en dezelfde dag nog geëxecuteerd, samen met onder andere Toechatsjevski. Later bleek dat de bekentenissen van de veroordeelde militairen door middel van ernstige foltering waren afgedwongen.
Jakir werd in 1957, tijdens Chroesjtsjovs ‘dooi’, gerehabiliteerd.